# 榮和 (清朝宗室)
宗室榮和（1789年2月5日—1832年5月5日），原名容宥，正藍旗滿洲人， 繙譯鄉試中式舉人，繙譯會試中式進士，嘉慶十二年九月中式丁卯科繙譯舉人，十三年四月中式戊辰科繙譯進士，十一月授禮部主事，二十三年四月授員外郎，由刑部員外郎道光五年四月補授浙江道御史，掌雲南道。